# 革新政党
革新政党（日语：／）是日本政治中的术语，指的是二战后特别是55年体制下日本属于革新派的政党。革新政党是主张针对当前形势、现行制度和现有政治、经济和社会体制进行根本性改革的政党。
广义上指反保守势力，泛指社会党或共产党。

## 历史
在二战后日本，革新政党指的是左翼、进步主义的政党。「保守政党」与「革新政党」之间有所谓「保革」、「保革対立」、「保革伯仲」（伯仲国会）的称呼。
戦後55年体制下日本政治中，主张社会主義、共産主義的日本社会党和日本共産党、沖縄社会大衆党等左翼政党被视为革新政党。保革对立的核心在于日美安保条約、自衛隊、修正憲法、天皇制、公害和社会福祉問題等。1980年代后随着公共財政悪化，保守派通过提出行政改革、放松管制和私有化来对抗革新力量。
1955年，日本保守派政党通过保守合同统一为自由民主党，然而革新政党路線分歧而未能形成单一政党。于是，面对巨大的保守政党自由民主党，日本社会党、日本共産党、民社党、公明党等广义上的革新政党组成“护宪派”，占领議席3分之1以阻止修宪。直到1970年代中期，主张「人間性社会主義」的公明党和主张「民主社会主義」的民社党还被分为「革新政党」。如今两党基本被认为是「中道政党」。

## 政党列表
2017年至今：
- 立憲民主党[7]
- 旧立憲民主党（2017年10月結党、2020年9月解党）[8][9]
- 日本共産党
- 社会民主党
- 沖縄社会大衆党

其他党名内含“革新”的战后日本政党：
- 社会革新党（1947年—1952年），分裂自日本社会党
- 都政革新会（1967年至今）
- 革新自由联合（1977年—1983年）
- 以和平、民主和革新的日本为目标的全国之会（1981年至今）
- 革新都政创建会（1982年至今）